# Tour Denecourt
La tour Denecourt, anciennement Fort l'empereur, est une tour d'observation de la forêt de Fontainebleau édifiée sur le sommet est de la chaine du Cassepot. Située à 136 mètres d'altitude, elle offre une vue à 360 degrés sur la forêt.

## Étymologie
L'édifice doit son nom à son concepteur Claude-François Denecourt, qui a aménagé la forêt de Fontainebleau et en a fait les premiers guides touristiques. La tour fut rebaptisée ainsi à la suite de la décision du conseil municipal de Fontainebleau en 1882.

## Situation et accès

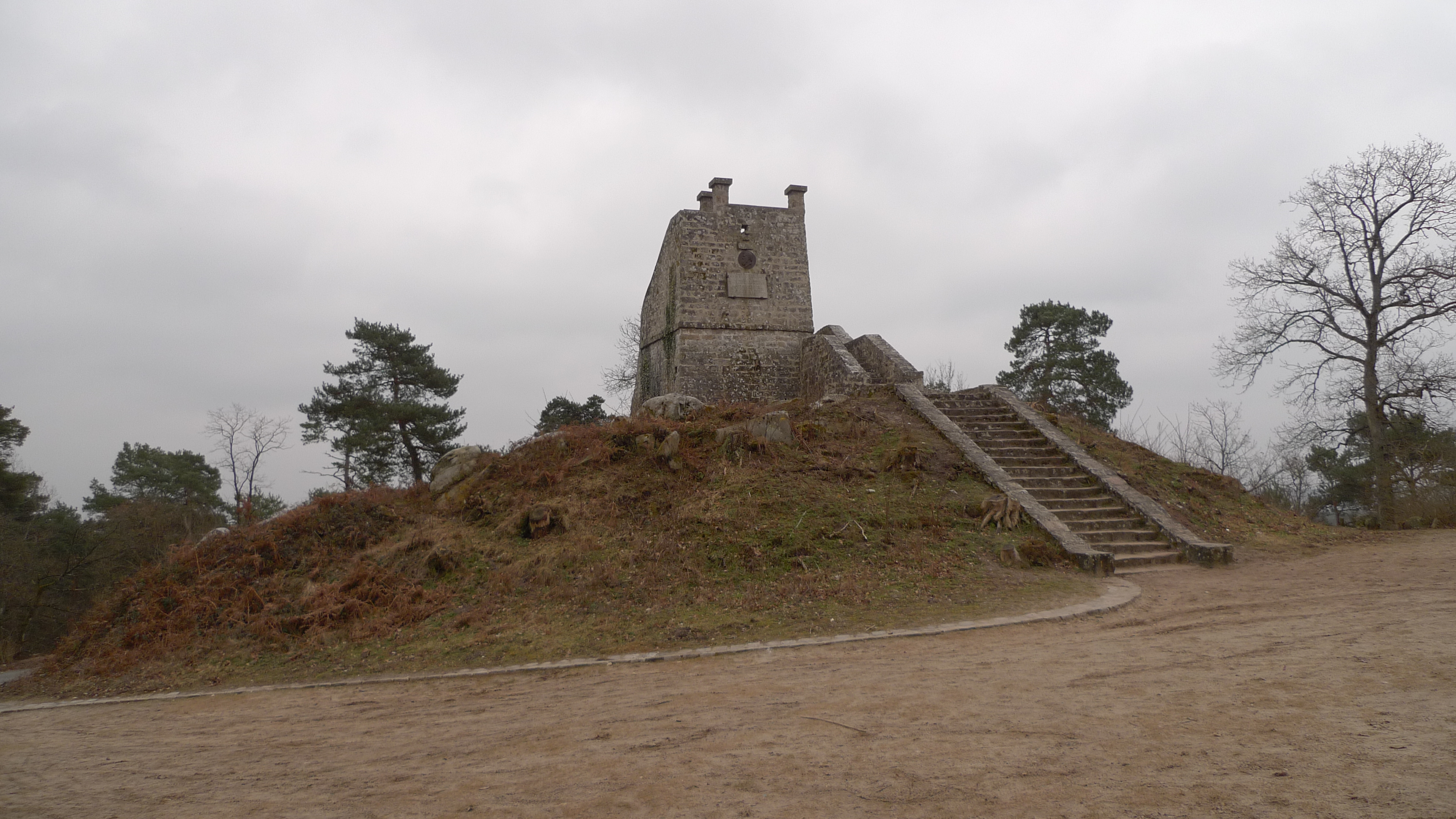
Tour Denecourt au sommet de la colline.

La tour culmine à 136 mètres d'altitude sur une colline. Celle-ci est accessible via la route de la tour Denecourt qui adopte une forme hélicoïdale à l'ascension de la colline. La gare de Fontainebleau - Avon, point de départ de nombreux circuits, se situe à plus de 2 km.

## Histoire
La tour est construite en 1851 par Claude-François Denecourt et est inaugurée le 22 novembre 1853 par Napoléon III, et l'impératrice Eugénie. Elle a coûté 2 500 francs. Quarante-six marches permettent alors l'ascension vers le sommet offrant un panorama de « 60 lieues à la ronde », qui devient un passage obligé pour les touristes venus en villégiature à Fontainebleau. On y compte alors 44 marches pour accéder à son sommet.
Cette première tour s'écroule dans la nuit du 27 au 28 janvier 1878, probablement fragilisée par la pluie et les gelées ainsi que par des tassements dans la maçonnerie. Elle est rebâtie par Charles Colinet grâce à une souscription publique.

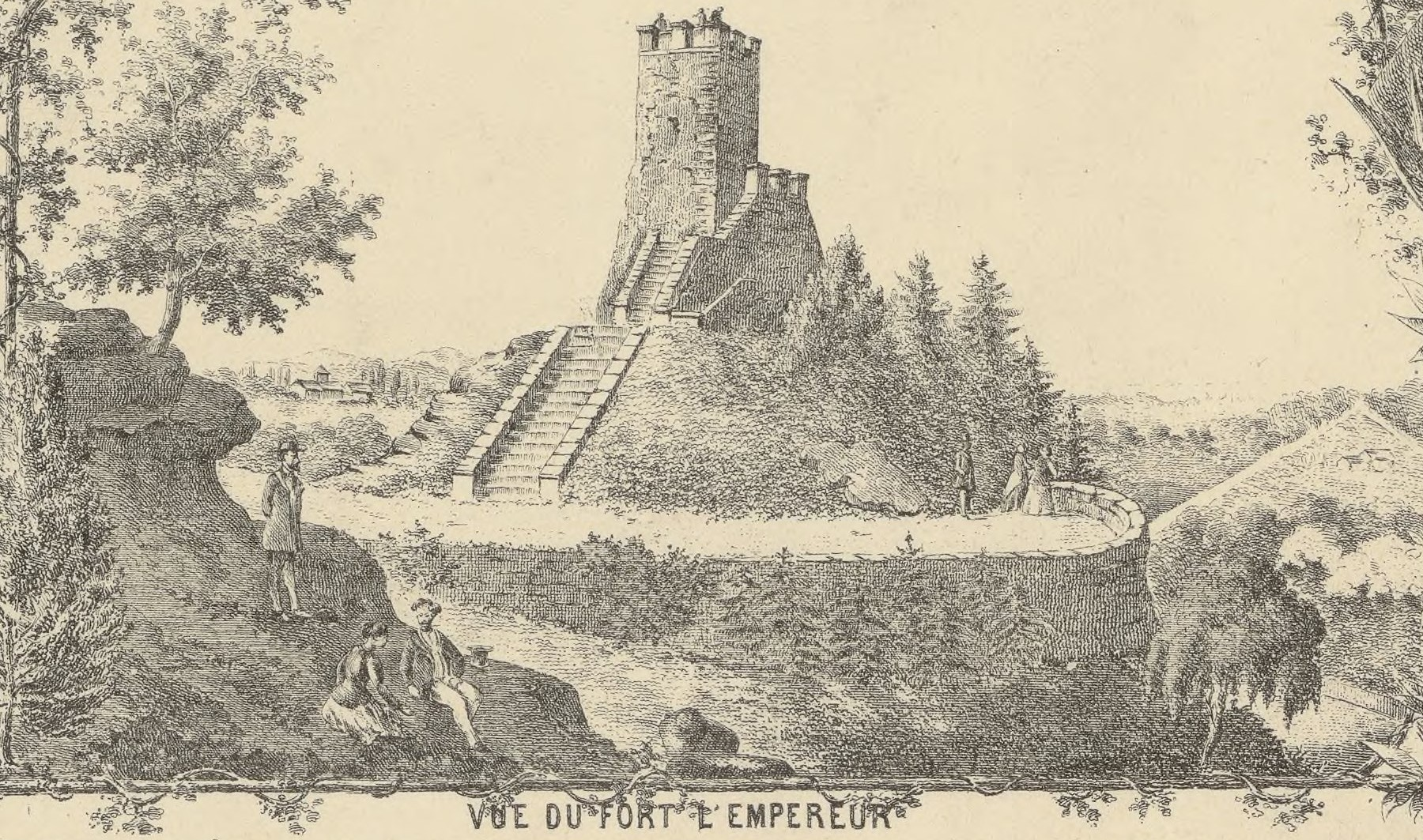
Vue du Fort l'Empereur figurant sur la Nouvelle carte topographique de la forêt de Fontainebleau par Denecourt.
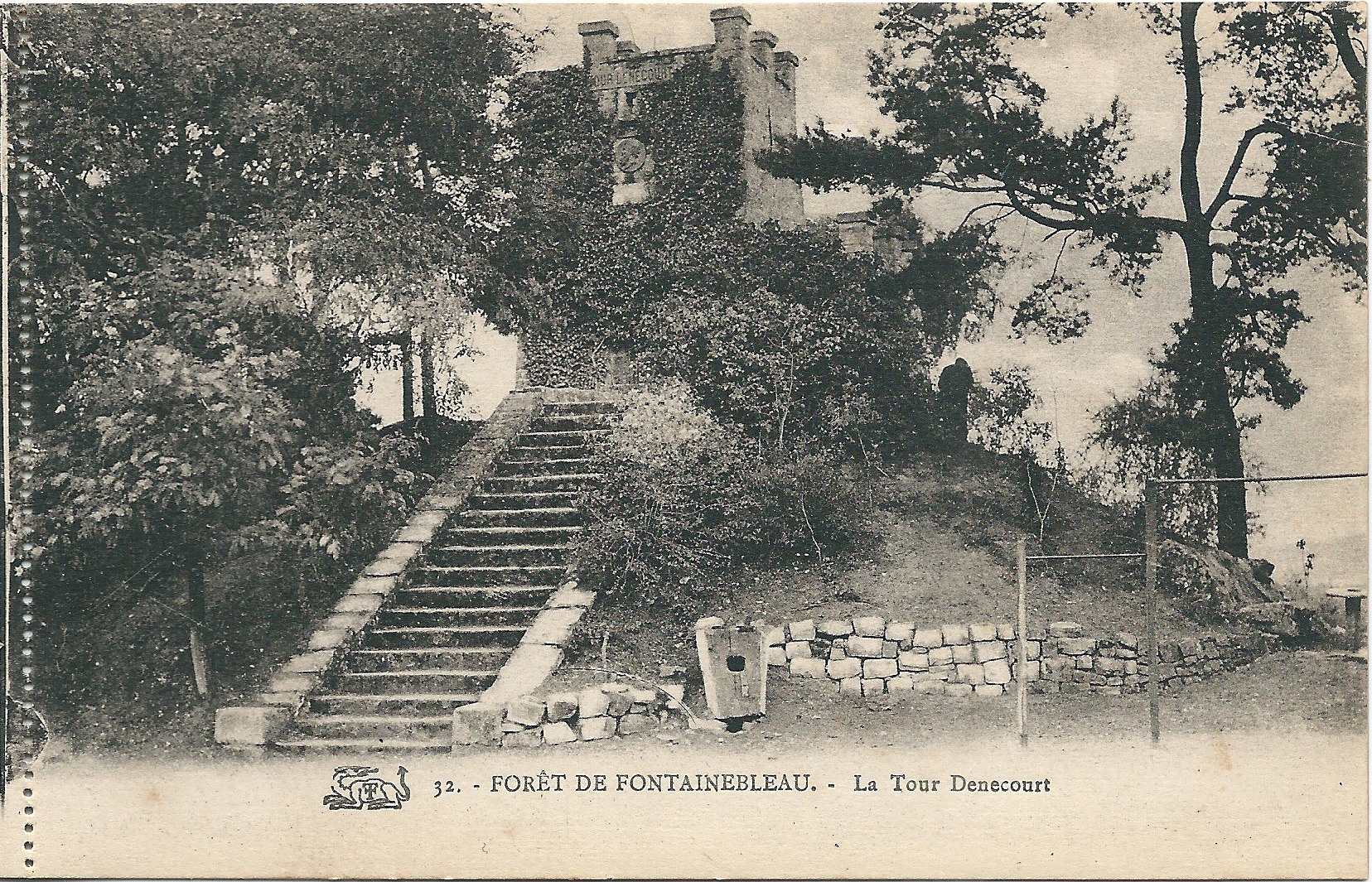
Tour actuelle, vers 1912, sur une carte postale publiée par Thibault (d).

À la suite d'un vœu du conseil municipal de Fontainebleau, et d'une proposition du service forestier, le Directeur des forêts décide de rebaptiser la tour l'Empereur en tour Denecourt, en hommage à son créateur.
Depuis, la tour est restaurée à plusieurs reprises. En 1985, l'ONF installe des tables d'orientation au sommet.

### Mosaïque d'Invader
En février 2023, l'artiste français Invader, dans le cadre de son projet Space Invaders, commence à parsemer la région de Fontainebleau de ses mosaïques. Un invader (de référence FTBL_38) est ainsi plaqué sur l'un des coins de la tour cette année-là, détruit peu de temps après.

## Structure

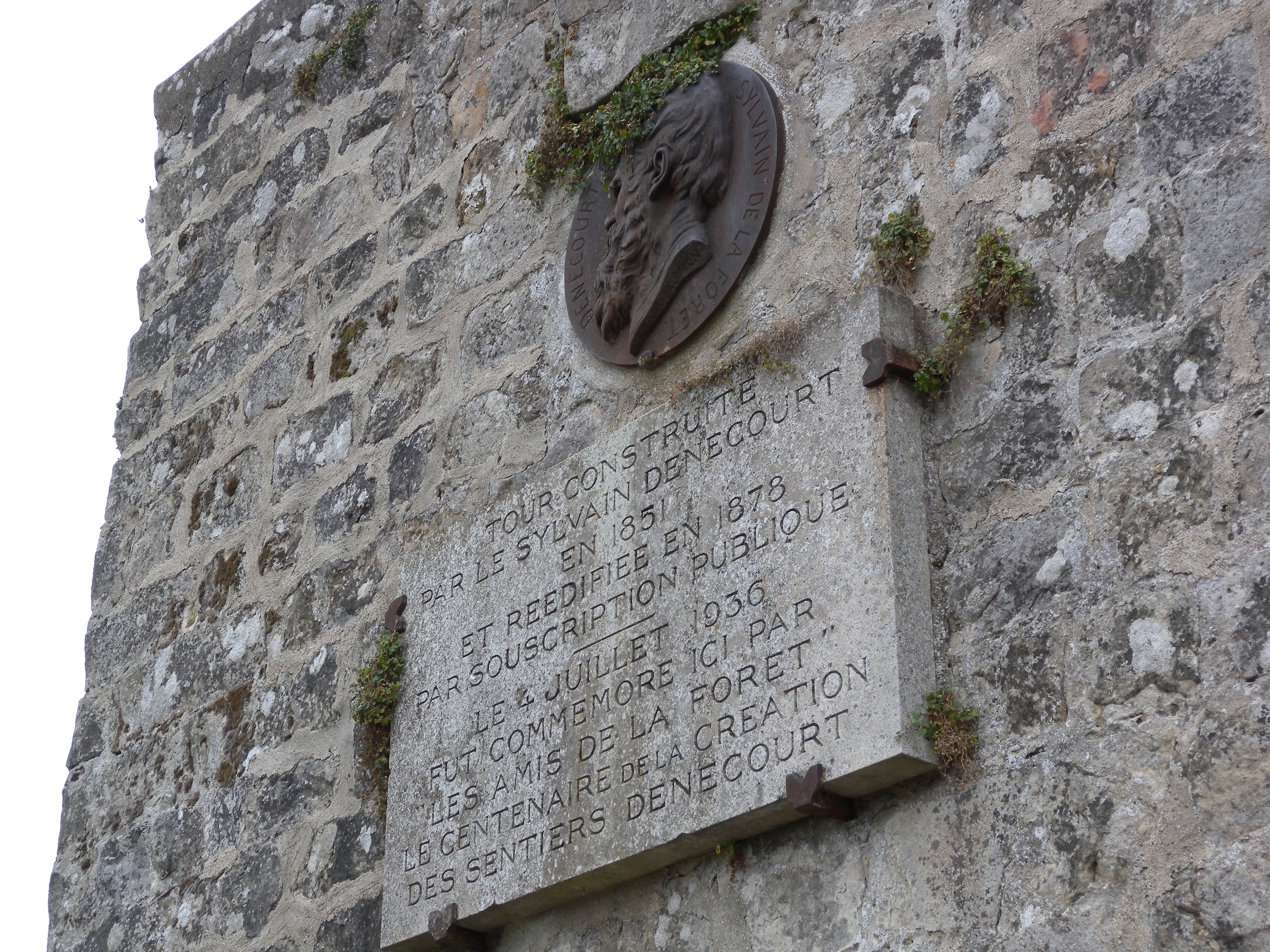
Plaque commémorative surmontée du médaillon.

L'édifice, faisant 5 mètres de hauteur, reprend une structure fortifiée en pierres sèches.
La tourelle comporte deux niveaux de terrasse. Le premier niveau, de forme ronde, offre un aperçu sur le côté sud-est. Le deuxième et dernier niveau adopte une base carrée et est couronné par 5 créneaux. Deux tables d'orientation se trouvent sur les murets de la deuxième terrasse.
Sur le mur côté nord-ouest, sont apposés un médaillon représentant le profil de Claude-François Denecourt et une plaque commémorative rappelant la reconstruction de la tour Denecourt.
On compte 31 marches pour atteindre le premier niveau (deux paliers séparant la suite en 19-8-4) puis 16 autres pour l'ascension jusqu'au deuxième (un palier sépare les deux dernières soit 14-2).
Une borne géodésique triangulaire est présente au centre de la deuxième terrasse.

## Visites notables
- Le 15 décembre 2020, Édouard Philippe effectue une visite avec le maire de Fontainebleau, Frédéric Valletoux, dans le cadre de son encouragement pour l'inscription de la forêt de Fontainebleau au patrimoine mondial de l'UNESCO[13],[14].